# Франкопан
Франкопани (на хърватски: Frankopani, Frankapani; на унгарски: Frangepán; на латински: Frangepanus/Francopanus) са аристократичен хърватски род. През Средновековието притежават обширни земи предимно на северното Далматинско крайбрежие, на северните острови в Адриатическо море и в областта Горски котар в Северна Хърватия. Активно участват в политиката и през XII—XVII в. заедно с рода Зрински са сред най-влиятелните знатни фамилии в страната. Многократно са избирани за банове на Хърватия.
Първото отбелязване на Франкопаните в източниците е от 1118 г., когато са споменати като едни от големите земевладелци на остров Крък. Първият известен представител на рода е Дуйм I Франкопан, който през същата 1118 г. сключва договор с Венецианската република за управлението на острова считано от 1118 до 1130 г., в качеството си на неин васал. Дворецът му Градец (днес напълно запуснат) се намира недалеч от днешния град Връбник. Дуйм умира през 1163 г. и го наследяват синовете му Бартол I и Вид I. Третият му син Бартол II при смъртта на баща си е непълнолетен и няма право да управлява. Всички те в следващите години в историческите извори са наричани „князе на Крък“
С увеличаването на богатството и влиянието на рода техните владения се разрастват, те придобиват все нови и нови територии и през XII—XIII в. вече притежават цялата област Горски котар и значителен участък от крайбрежието с център град Сен. При най-големия си възход родът владее територии стигащи до Карловац. Запазена е кралска грамота, с която на княз Бартол Франкопан през 1193 г. се дарява жупанията, разположена в Хърватско приморие за вечни времена и му се предоставя правото да събира данъци и да съди населението като в замяна князът и потомците му се задължават да осигуряват определен брой войници за кралската войска. През 1288 г. в земите на Франкопаните е съставен един от първите сборници със закони (записан на глаголица) – т.нар. „Винодолски законник“.
Франкопаните често сключват бракове по династични съображения и с цел да обединят капитала си с представители на рода Зрински. Такъв е случаят с Никола Зрински, хърватския национален герой, прославил се с битката при Сигетвар през 1566 г. срещу османците, който е женен за Катарина Франкопан.
Родът Франкопан започва да запада през XVII в. след неуспешния заговор на Зрински-Франкопан през 1671 г. срещу Хабсбургите. Този заговор е предизвикан от недоволството на хърватските и унгарските аристократи от политиката на император Леополд I, който след победата над турците във войната от 1663—1664 г. отказва да води по-нататъшни военни действия за освобождението на хърватските и унгарските земи и подписва мирен договор, който е определян като „позорен“. Заради лоша организация заговорът обаче пропада и Петър Зрински и Фран Кръсто Франкопан са екзекутирани, а двата рода са подложени на репресии. Скоро след това главната линия на рода Франкопан се прекъсва, макар няколко странични клонове да просъществуват до XIX в., когато също се прекъсват.
В някогашните земи на Франкопаните са запазени голям брой техни замъци и дворци и днес са важна част от архитектурното наследство на северозападна Хърватия. Най-известните от тях се намират в градовете Сен, Нови Винодолски, Слун, Огулин.

## Известни представители на рода Франкопан
- Иван Франкопан (†1393 г.), бан на Хърватия
- Никола Франкопан, бан на Хърватия през 1426—1432 г.
- Иван Франкопан, бан на Хърватия през 1432—1436 г.
- Никола Франкопан, бан на Хърватия през 1456—1458 г.
- Стефан Франкопан, бан на Хърватия през 1481 г.
- Кръсто Франкопан, бан на Хърватия през 1527 г.
- Катарина Зринска (родена Франкопан), съпруга на Петър Зрински, екзекутиран след разкрития заговор през 1671 г.
- Фран Кръсто Франкопан, политик и поет, екзекутиран за участието си в заговора Зрински-Франкопан

## Галерия
- Замъкът на Франкопан на остров Крък
- Замъкът Нова Кралевица в Кралевица
- Замъкът в град Нови Винодолски
- Замъкът на Франкопан в село Новиград на Добри